# Rip It Up (sång)
Rip It Up är en låt skriven av Robert "Bumps" Blackwell och John Marascalco. 

## Inspelningar
- 1956 av Bill Haley & His Comets och Little Richard
- 1957 av The Everly Brothers (inspelningen nådde # 57 i Australien men inga listor i USA eller Storbritannien).
- 1975 av John Lennon på albumet Rock 'n' Roll i ett medley tillsammans med Ready Teddy
- 1978 av Billy "Crash" Craddock på albumet Turning Up And Turning On

Även Elvis Presley har spelat in låten, och Little Richard sjöng den på PBS special, Doo Wop 51. Chuck Berry gjorde en cover på LP:n New Juke Box Hits. Chess LP 1456 i mars 1961